# Кин, Роберт Эмметт
Роберт Эмметт Кин (англ. Robert Emmett Keane; 4 марта 1883, Нью-Йорк, Нью-Йорк — 2 июля 1981, Голливуд, Калифорния) — американский актёр театра и кино 1910—1950-х годов.
В 1914—1934 годах у Кина была успешная карьера на Бродвее, после чего он перебрался в Голливуд. За время своей кинокарьеры Кин сыграл в 187 фильмах, среди которых «Безумная любовь» (1935), «Город мальчиков» (1938), «Мистер Смит едет в Вашингтон» (1939), «Высокая Сьерра» (1940), «Шумный город» (1940), «Дьявол и мисс Джонс» (1941), «На флоте» (1941), «Это случилось завтра» (1944), «Страх в ночи» (1946) и «Двойная жизнь» (1947).

## Ранние годы и театральная карьера
Роберт Эмметт Кин родился 4 марта 1883 года в Нью-Йорке.
В 1914 году Кин дебютировал на бродвейской сцене в спектакле «Проходящее шоу 1914 года» (1914). Затем в течение двух лет Кин работал в лондонском театре «Ипподром» (англ.  London Hippodrome), неизменно специализируясь на мюзиклах и комедиях. Вернувшись в 1917 году на Бродвей, Кин проработал там до 1934 года. За этот период он сыграл в двенадцати шоу, среди которых «Его маленькие вдовы» (1917), «Соломенная вдова» (1917—1918), «Верх ногами» (1918), «Невинная идея» (1920), «На другой стороне улицы» (1924), «Мама любит папу» (1926), «Милая Аделин» (1929—1930), «Страница Пигмалиона» (1932), «Расплата» (1933), «Гостиничные алименты» (1934), «Бродвейская интерлюдия» (1934) и «Единственная девушка» (1934).
Позднее, в начале 1950-х годов Кин играл капитана Брэкетта в ходе триумфальных гастролей труппы Ричарда Роджерса и Оскара Хаммерстайна с мюзиклом «На Юге Тихого океана».

## Карьера в кинематографе
В 1929 году Кин дебютировал в кино в короткометражном фильме «Сплетни» (1929), а в 1930 году он исполнил свою первую значимую роль в полнометражном приключенческом фильме «Капитан Гром» (1930) с Виктором Варкони и Фэй Рэй в главных ролях.
В 1931—1934 годах Кин получил небольшие роли ещё в четырёх фильмах, а в 1935 году сыграл эпизодическую роль пьяницы в фантастическом фильме ужасов «Безумная любовь» (1935) с Питером Лорре в главной роли. В 1936 году у Кина было уже одиннадцать картин, среди которых наиболее заметными были криминальные комедии «Большой шум» (1936) с Гаем Кибби и «Закон в её руках» (1936) с Маргарет Линдси. В 1937 году Кин появился в семи фильмах, в том числе в небольшой роли в романтической комедии «Саратога» (1937) с Кларком Гейблом и Джоан Блонделл, был редактором в детективной ленте с Кибби «Джим Хенви, детектив» (1937) и прокурором в криминальной драме с Джозефом Каллея «Человек народа» (1937). Год спустя он сыграл роль второго плана в мелодраме со Спенсером Трейси и Микки Руни «Город мальчиков» (1938), был криминалистом в криминальной мелодраме с Мелвином Дугласом «Возвращение Арсена Люпена» (1938), газетным редактором в приключенческой комедии с Гейблом и Мирной Лой «Слишком рискованно» (1938) и снова редактором в криминальной комедии с Джоан Блонделл «Там всегда женщины» (1938). Он также сыграл значимую роль преступного вице-президента транспортной компании в комедийном экшне «Рождённый быть диким» (1938). Всего в 1938 году у Кина было десять фильмов, а в 1939 году — двадцать. В сатирической комедии с Джеймсом Стюартом «Мистер Смит едет в Вашингтон» (1939) Кин в очередной раз сыграл редактора, а в военной драме с Эдвардом Г. Робинсоном «Признание нацистского шпиона» (1939) он был паспортистом. Кин также сыграл небольшие роли в семейной ленте с Микки Руни «Приключения Гекльберри Финна» (1939) и в романтической комедии с Лью Эйрсом и Ланой Тёрнер «Эти гламурные девочки» (1939).
В 1940 году у Кина было пятнадцать фильмов, среди которых фильм нуар с Хамфри Богартом «Высокая Сьерра» (1940), где он был свидетелем на месте автоаварии, вестерн с Гейблом и Спенсером Трейси «Шумный город» (1940), где он был приехавшим в Нью-Йорк нефтяником, и мелодрама с Джинджер Роджерс «Путь наслаждений» (1940), где он был сплетником в кафе. Это были три фильма категории А, в которых Кин сыграл эпизодические роли без упоминания в титрах. Более заметные роли у него были в таких криминальных комедиях, как «Святой берётся за дело» (1940) с Джорджем Сандерсом, где он создал образ члена преступной банды мошенников на скачках, с которой борется главный герой, и «Майкл Шейн, частный детектив» (1940), где Кин сыграл адвоката, работающего на преступников, а также «Одинокий волк встречает леди» (1940), где у Кина была ключевая роль коварного адвоката богатой семьи, который оказался убийцей и похитителем ценного ожерелья.
В 1941 году Кин сыграл в двенадцати картинах, наиболее популярными среди которых были романтическая комедия Альфреда Хичкока с Кэрол Ломбард «Мистер и миссис Смит» (1941), где он был управляющим магазином, романтическая комедия с Джин Артур «Дьявол и мисс Джонс» (1941) и комедия с Эбботтом и Костелло «На флоте» (1941), а также драма со Спенсером Трейси и Микки Руни «Мужчины из Города мальчиков» (1941). Во всех этих фильмах у Кина были небольшие роли. Среди девятнадцати картин Кина в 1942 году выделялись мюзикл с Гленном Миллером «Жёны оркестрантов» (1942), где Кин был главным официантом, комедия с Бобом Хоупом «Моя любимая блондинка» (1942) и комедия с Лорелом и Харди «Авось прорвёмся» (1942). В детективе из цикла фильмов о Майкле Шейне «Человек, который не умирал» (1942) Кин сыграл заметную роль секретаря крупного промышленника, подвергающегося шантажу со стороны группы преступников. Год спустя Кин появился в девяти фильмах, среди которых наиболее заметными были две комедии с Лорелом и Харди «Танцующие мастера» (1943) и «Жучки» (1943), а также фильм нуар с Томом Конуэем «Сокол в опасности» (1943).
Среди двенадцати фильмов 1944 года с участием Кина выделялись криминальная мелодрама с Эрроллом Флинном «Сомнительная слава» (1944), где Кин был кондуктором в поезде, фэнтези-комедия с Диком Пауэллом «Это случилось завтра» (1944), где он был театральным менеджером, и романтическая комедия «Казанова Браун» (1944). В фильме нуар «Свистун» (1944) с Ричардом Диксом в главной роли Кин сыграл его делового партнёра и совладельца фабрики керамических изделий. В 1945 году Кин исполнил небольшие роли в музыкальной комедии с Вэном Джонсоном и Эстер Уильямс «Медовый месяц втроём» (1945) и в романтической комедии с Робертом Каммингсом «Пойдём с нами» (1945). В детективе про Чарли Чана «Красный дракон» (1945) Кин сыграл одну из главных ролей таинственного бизнесмена, который охотится за информацией о секретных военных разработках. В 1946 году вышло восемь фильмов с участием Кина. Так, в фильме нуар «Страх в ночи» (1947) он сыграл коварного преступника, скрывающегося под маской гипнотизёра, у него также была роль второго плана в фильме нуар «Ночной редактор» (1946) и небольшая роль доктора в музыкальной комедии с Уильямом Пауэллом «Святой Гудлум» (1946).
В 1947 году Кин сыграл в одиннадцати фильмах, среди которых фильм нуар с Рональдом Колманом «Двойная жизнь» (1947), где он появился в эпизодической роли фотографа, политическая драма о разработке атомной бомбы «Начало или конец» (1947), где он сыграл учёного, и историческая мелодрама с Рексом Харрисоном «Фоксы из Харроу» (1947), где он был аукционистом. Год спустя у Кина также было одиннадцать фильмов, среди которых фильм нуар «Возвращение Свистуна» (1948), романтическая мелодрама с Вэном Джонсоном «Невеста сходит с ума» (1948) и фильм нуар «Странная миссис Крейн» (1948). В 1949 году вышло двенадцать фильмов с участием Кина, среди которых самыми заметными были фильм нуар «Следуй за мной тихо» (1949), где он был коронером, детектив «Дневник Криминального доктора» (1949), где он был полицейским патологоанатомом, и мюзикл «Джолсон снова поёт» (1949).
В 1950 году у Кина было восемь фильмов. В детективной мелодраме с Ланой Тёрнер и Рэем Милландом «Её собственная жизнь» (1950) Кин сыграл эпизодическую роль мелкого торговца, он также исполнил небольшие роли в приключенческой комедии с Джеком Карсоном «Человек с хорошим юмором» (1950) и в мюзикле с Марио Ланцей «Любимец Нового Орлеана» (1950). До конца кинокарьеры Кин сыграл лишь в двух картинах — фантастической комедии с Микки Руни «Атомный ребёнок» (1954) и в фильме нуар «Когда бандиты наносят удар» (1956), где был судьёй.

## Карьера на телевидении
В 1949—1958 годах Кин сыграл гостевые роли в эпизодах пяти различных телесериалов, среди которых «Одинокий рейнджер» (1949), «Ваша любимая история» (1953), «Видео-театр „Люкс“» (1954), «Шоу Гейл Сторм» (1958) и «Как выйти замуж за миллионера» (1958), после чего завершил актёрскую карьеру.

## Актёрское амплуа
Как отмечают современные критики, Роберт Эмметт Кин был «одним из самых загруженных работой голливудских актёров, имя которого стояло, как правило, в самом низу списка исполнителей фильма». Бывший актёр развлекательного жанра, с 1914 года Кин начал играть на Бродвее, после чего в течение двух лет работал в Лондоне, а затем вернулся на Бродвей, где выступал до 1934 года. В 1929 году Кин впервые попробовал себя в кино, но только к 1935 году полностью переключился на кинематограф. Вплоть до завершения своей карьеры в 1958 году Кин постоянно снимался, «собрав впечатляющий послужной список из почти 200 появлений на экране, часто для небольших студий, таких как RKO Pictures, Columbia Pictures и Monogram».
Как отмечено в биографии актёра на сайте AllMovie, Кин был «прирожденным комиком в безукоризненной одежде и с фирменными усами-щеточками, который появлялся в самых разных ролях — от робких клерков до полных достоинства менеджеров отелей, ювелиров, метрдотелей, судей и патологоанатомов». Кроме того, «у него была привлекательная линия ролей жуликоватых адвокатов, пьяниц и аферистов, его выразительные черты лица одинаково умело передавали недоумение, ворчливость или раздражение». В биографии актёра на сайте AllMovie также отмечается, что «благодаря своей тонкой, безупречной манере держаться Кина часто успешно снимали в ролях мошенников на доверии, сомнительных адвокатов и таинственных убийц: в конце концов, если он сможет убедить доверчивых людей на экране в том, что он честен, вполне вероятно, что и зрители попадутся на ту же удочку». Поклонники Лорела и Харди тепло вспоминают Кина по его ролям в трёх фильмах этого комедийного дуэта на студии 20th Century Fox 1940-х годов, в двух из которых Кин сыграл мошенников — «Авось прорвёмся» (1942) и «Жучки» (1943).

## Личная жизнь
Кин был женат дважды. С 1916 вплоть до развода в 1921 году он был женат на актрисе Мюриел Уиндоу (англ. Muriel Window), которая была оперной и эстрадной певицей и актрисой водевилей. В 1932 году Кин женился на актрисе Клэр Уитни (англ. Claire Whitney), с которой прожил до её смерти в 1969 году. Детей у Кина не было.

## Смерть
Роберт Эмметт Кин умер 2 июля 1981 года в Голливуде, Лос-Анджелес, Калифорния, причины смерти не разглашались.

## Фильмография
| Год  |   | Русское название                              | Оригинальное название                    | Роль                                                      |
| ---- | - | --------------------------------------------- | ---------------------------------------- | --------------------------------------------------------- |
| 1930 | ф | Капитан Гром                                  | Captain Thunder                          | Дон Мигель                                                |
| 1931 | ф | Смейся и богатей                              | Laugh and Get Rich                       | Фелпс                                                     |
| 1931 | ф | Мужчины называют это любовью                  | Men Call It Love                         | Джо Робинсон                                              |
| 1934 | ф | Просвети свою дочь                            | Enlighten Thy Daughter                   | доктор Палмер                                             |
| 1934 | ф | Дамы                                          | Dames                                    | мужчина в поезде (в титрах не указан)                     |
| 1935 | ф | Безумная любовь                               | Mad Love                                 | Рауль, пьяный (в титрах не указан)                        |
| 1935 | ф | Квартиры Макфэддена                           | McFadden's Flats                         | гостиничный клерк (в титрах не указан)                    |
| 1936 | ф | Опасайся дам                                  | Beware of Ladies                         | Чарльз Коллинз                                            |
| 1936 | ф | Большой шум                                   | The Big Noise                            | мистер Олдрич                                             |
| 1936 | ф | Таковы невесты                                | Brides Are Like That                     | Джонс                                                     |
| 1936 | ф | Вниз по склону                                | Down the Stretch                         | Ник                                                       |
| 1936 | ф | Забытые лица                                  | Forgotten Faces                          | Филдс                                                     |
| 1936 | ф | Горячие деньги                                | Hot Money                                | профессор Кимберли                                        |
| 1936 | ф | Побег из тюрьмы                               | Jailbreak                                | редактор городской газеты                                 |
| 1936 | ф | Паника в эфире                                | Panic on the Air                         | Киллани                                                   |
| 1936 | ф | Ребёнок капитана                              | The Captain's Kid                        | мистер Бриджес, адвокат                                   |
| 1936 | ф | Любовь новичка                                | Freshman Love                            | ведущий (в титрах не указан)                              |
| 1936 | ф | Большое жюри                                  | Grand Jury                               | Уолтерс (в титрах не указан)                              |
| 1936 | ф | Закон в её руках                              | The Law in Her Hands                     | адвокат защиты на втором процессе (в титрах не указан)    |
| 1937 | ф | Джим Хэнви, детектив                          | Jim Hanvey, Detective                    | редактор                                                  |
| 1937 | ф | Человек народа                                | Man of the People                        | обвинитель Джозеф Б. Мёрфи                                |
| 1937 | ф | Под подозрением                               | Under Suspicion                          | Логан Уолтерс                                             |
| 1937 | ф | 45 отцов                                      | 45 Fathers                               | продюсер (в титрах не указан)                             |
| 1937 | ф | Дьявол за рулём                               | The Devil Is Driving                     | Хейл (в титрах не указан)                                 |
| 1937 | ф | Семейное дело                                 | A Family Affair                          | Джей Кэрролл Николс (в титрах не указан)                  |
| 1937 | ф | Горячая вода                                  | Hot Water                                | спикер (в титрах не указан)                               |
| 1937 | ф | Я обещаю заплатить                            | I Promise to Pay                         | Джон Скалли (в титрах не указан)                          |
| 1937 | ф | Саратога                                      | Saratoga                                 | Р. Джей Уиттрок (в титрах не указан)                      |
| 1938 | ф | Возвращение Билли Кида                        | Billy the Kid Returns                    | мистер Пейдж                                              |
| 1938 | ф | Рождённый быть диким                          | Born to Be Wild                          | Джей Стирнс Дэвис                                         |
| 1938 | ф | Город мальчиков                               | Boys Town                                | Бартон                                                    |
| 1938 | ф | Преследователь                                | The Chaser                               | Саймон Келли, наладчик                                    |
| 1938 | ф | Последний экспресс                            | The Last Express                         | Говард Хьюитт, главный инженер города                     |
| 1938 | ф | Обдумай это                                   | Think It Over                            | Джонсон, владелец мебельного магазина                     |
| 1938 | ф | Арсен Люпен возвращается                      | Arsène Lupin Returns                     | Билл Уоткинс, криминалист (в титрах не указан)            |
| 1938 | ф | Познакомьтесь с девушками                     | Meet the Girls                           | клиент в маникюрном салоне (в титрах не указан)           |
| 1938 | ф | Странные лица                                 | Strange Faces                            | редактор газеты Хэммон (в титрах не указан)               |
| 1938 | ф | Всегда есть женщина                           | There's Always a Woman                   | редактор городской газеты (в титрах не указан)            |
| 1938 | ф | Слишком рискованно                            | Too Hot to Handle                        | редактор международных новостей (в титрах не указан)      |
| 1938 | ф | Солнце никогда не заходит                     | The Sun Never Sets                       | подручный Карейра (в титрах не указан)                    |
| 1939 | ф | Гавайские ночи                                | Hawaiian Nights                          | Фотеринг                                                  |
| 1939 | ф | Жить один час                                 | One Hour to Live                         | Макс Стэентон                                             |
| 1939 | ф | За этими стенами                              | Outside These Walls                      | Сэм Фултон                                                |
| 1939 | ф | Собери свои проблемы                          | Pack Up Your Troubles                    | Кейн                                                      |
| 1939 | ф | Полицейский-новичок                           | The Rookie Cop                           | комиссар Хью Томас                                        |
| 1939 | ф | Заклинатель                                   | The Spellbinder                          | судья Батлер, второй процесс                              |
| 1939 | ф | 6000 врагов                                   | 6,000 Enemies                            | адвокат Сэм Тодд (в титрах не указан)                     |
| 1939 | ф | Приключения Гекльберри Финна                  | The Adventures of Huckleberry Finn       | мистер Барклетт, адвокат (в титрах не указан)             |
| 1939 | ф | Младенцы в доспехах                           | Babes in Arms                            | агент по бронированию (в титрах не указан)                |
| 1939 | ф | Высшее общество                               | Cafe Society                             | Рэндом (в титрах не указан)                               |
| 1939 | ф | Карьера                                       | Career                                   | Чейни, адвокат (в титрах не указан)                       |
| 1939 | ф | Признание нацистского шпиона                  | Confessions of a Nazi Spy                | Харрисон, чиновник паспортной службы (в титрах не указан) |
| 1939 | ф | Девушка с пятой авеню                         | Fifth Avenue Girl                        | эксперт по тюленям (в титрах не указан)                   |
| 1939 | ф | Мистер Смит едет в Вашингтон                  | Mr. Smith Goes to Washington             | редактор (в титрах не указан)                             |
| 1939 | ф | Новости делаются ночью                        | News Is Made at Night                    | Фред Барретт (в титрах не указан)                         |
| 1939 | ф | Извините за нервы                             | Pardon Our Nerve                         | Крюгер (в титрах не указан)                               |
| 1939 | ф | Улицы Нью-Йорка                               | Streets of New York                      | Роджер Уилсон (в титрах не указан)                        |
| 1939 | ф | Река Суони                                    | Swanee River                             | пьяный агитатор (в титрах не указан)                      |
| 1939 | ф | Эти гламурные девочки                         | These Glamour Girls                      | мистер Уилстон (в титрах не указан)                       |
| 1940 | ф | Пограничный легион                            | The Border Legion                        | Уиллетс                                                   |
| 1940 | ф | Двойное алиби                                 | Double Alibi                             | Чик Лестер                                                |
| 1940 | ф | Лиллиан Расселл                               | Lillian Russell                          | ювелир                                                    |
| 1940 | ф | Одинокий волк встречает леди                  | The Lone Wolf Meets a Lady               | Питер Ван Вик                                             |
| 1940 | ф | Майкл Шейн, частный детектив                  | Michael Shayne: Private Detective        | Ларри Кинкейд                                             |
| 1940 | ф | Святой берётся за дело                        | The Saint Takes Over                     | Лео Слоун                                                 |
| 1940 | ф | Слегка соблазнённый                           | Slightly Tempted                         | джентльмен Джек                                           |
| 1940 | ф | Тин Пэн Элли                                  | Tin Pan Alley                            | менеджер                                                  |
| 1940 | ф | Шумный город                                  | Boom Town                                | нефтяник в Нью-Йорке (в титрах не указан)                 |
| 1940 | ф | Город удачи                                   | City of Chance                           | редактор (в титрах не указан)                             |
| 1940 | ф | Не могу дать тебе ничего, кроме любви, крошка | I Can't Give You Anything But Love, Baby | Гиффорд (в титрах не указан)                              |
| 1940 | ф | Малышка Нелли Келли                           | Little Nellie Kelly                      | доктор Уолтон (в титрах не указан)                        |
| 1940 | ф | Человек, который не хотел говорить            | The Man Who Wouldn't Talk                | Эд Харви (в титрах не указан)                             |
| 1940 | ф | Путь наслаждений                              | Primrose Path                            | сплетник в кафе (в титрах не указан)                      |
| 1941 | ф | Ковбой и блондинка                            | The Cowboy and the Blonde                | мистер Грегори                                            |
| 1941 | ф | Дьявол и мисс Джонс                           | The Devil and Miss Jones                 | Том Хиггинс                                               |
| 1941 | ф | Привет, сосунок                               | Hello, Sucker                            | Коннорс                                                   |
| 1941 | ф | Мужчины из города мальчиков                   | Men of Boys Town                         | Бёртон                                                    |
| 1941 | ф | Тихоокеанский блэкаут                         | Pacific Blackout                         | адвокат защиты                                            |
| 1941 | ф | Три девушки в городе                          | Three Girls About Town                   | гробовщик, продающий гроб                                 |
| 1941 | ф | Зов диких гусей                               | Wild Geese Calling                       | Ральф, главный официант                                   |
| 1941 | ф | Белокурое вдохновение                         | Blonde Inspiration                       | Руди (в титрах не указан)                                 |
| 1941 | ф | Проект для скандала                           | Design for Scandal                       | помощник Блейра (в титрах не указан)                      |
| 1941 | ф | Свадьба доктора Килдара                       | Dr. Kildare's Wedding Day                | профессор Эндрюс (в титрах не указан)                     |
| 1941 | ф | Высокая Сьерра                                | High Sierra                              | человек в очках на месте аварии (в титрах не указан)      |
| 1941 | ф | На флоте                                      | In the Navy                              | мистер Траверс (в титрах не указан)                       |
| 1941 | ф | Мистер и миссис Смит                          | Mr. & Mrs. Smith                         | управляющий магазином (в титрах не указан)                |
| 1941 | ф | Не принимай близко к сердцу                   | Don't Get Personal                       | ведущий радиовикторины (в титрах не указан)               |
| 1942 | ф | Авось прорвёмся!                              | A-Haunting We Will Go                    | Паркер                                                    |
| 1942 | ф | Сдавайтесь, сёстры                            | A Give Out, Sisters                      | адвокат Пибади                                            |
| 1942 | ф | Человек, который не умирал                    | The Man Who Wouldn't Die                 | Альфред Даннинг                                           |
| 1942 | ф | Моя любимая блондинка                         | My Favorite Blonde                       | Нэт Бёртон                                                |
| 1942 | ф | Вспомни Пёрл-Харбор                           | Remember Pearl Harbor                    | мистер Литтлфилд                                          |
| 1942 | ф | Диверсионный отряд                            | Sabotage Squad                           | Конрад                                                    |
| 1942 | ф | Дерзкий молодой человек                       | The Daring Young Man                     | менеджер в боулинге                                       |
| 1942 | ф | Бугимен доберется до тебя                     | The Boogie Man Will Get You              | продавец будильников (в титрах не указан)                 |
| 1942 | ф | Настоящий джентльмен                          | A Gentleman at Heart                     | Майк, официант (в титрах не указан)                       |
| 1942 | ф | Это случилось во Флэтбуше                     | It Happened in Flatbush                  | совладелец команды (в титрах не указан)                   |
| 1942 | ф | Так хочет леди                                | The Lady Is Willing                      | управляющий гостиницей (в титрах не указан)               |
| 1942 | ф | У леди трудности                              | Lady in a Jam                            | водитель купе (в титрах не указан)                        |
| 1942 | ф | Ночь перед разводом                           | The Night Before the Divorce             | судья Джон Осборн (в титрах не указан)                    |
| 1942 | ф | Жены оркестрантов                             | Orchestra Wives                          | главный официант (в титрах не указан)                     |
| 1942 | ф | Рядовой ковбой                                | Private Buckaroo                         | ночной клуб (в титрах не указан)                          |
| 1942 | ф | В этот раз и навсегда                         | This Time for Keeps                      | мистер Берт Рейнер (в титрах не указан)                   |
| 1942 | ф | Война против госпожи Хедли                    | The War Against Mrs. Hadley              | репортёр (в титрах не указан)                             |
| 1943 | ф | Жучки                                         | Jitterbugs                               | Генри Коркоран                                            |
| 1943 | ф | Безумная лошадь                               | Crazy House                              | адвокат Скэттерби (в титрах не указан)                    |
| 1943 | ф | Танцующие мастера                             | The Dancing Masters                      | аукционист (в титрах не указан)                           |
| 1943 | ф | Сокол в опасности                             | The Falcon in Danger                     | Уолли Фейрчалд (в титрах не указан)                       |
| 1943 | ф | Уволенная жена                                | Fired Wife                               | адвокат (в титрах не указан)                              |
| 1943 | ф | Хорошие парни                                 | The Good Fellows                         | Харриган (в титрах не указан)                             |
| 1943 | ф | Он нанял босса                                | He Hired the Boss                        | Мейсон (в титрах не указан)                               |
| 1943 | ф | Злейший человек в мире                        | The Meanest Man in the World             | редактор городских новостей (в титрах не указан)          |
| 1943 | ф | Приветствие троим                             | Salute for Three                         | Пэттон, радиопродюсер (в титрах не указан)                |
| 1944 | ф | Казанова Браун                                | Casanova Brown                           | Йоукс                                                     |
| 1944 | ф | Привет, красавица                             | Hi, Good Lookin'!                        | Хомер Харэкр                                              |
| 1944 | ф | Китти из Канзас-Сити                          | Kansas City Kitty                        | Джо Лэттим                                                |
| 1944 | ф | Беспокойные годы                              | The Impatient Years                      | адвокат (в титрах не указан)                              |
| 1944 | ф | Это случилось завтра                          | It Happened Tomorrow                     | театральный менеджер (в титрах не указан)                 |
| 1944 | ф | Весёлые Монаханы                              | The Merry Monahans                       | театральный менеджер (в титрах не указан)                 |
| 1944 | ф | Странные отношения                            | Strange Affair                           | полицейский психиатр (в титрах не указан)                 |
| 1944 | ф | Милый и подлый                                | Sweet and Low-Down                       | мистер Хэллиман, владелец «Тиволи» (в титрах не указан)   |
| 1944 | ф | Сомнительная слава                            | Uncertain Glory                          | кондуктор поезда (в титрах не указан)                     |
| 1944 | ф | Свистун                                       | The Whistler                             | Чарльз «Чарли» Макнир (в титрах не указан)                |
| 1945 | ф | Странный мистер Грегори                       | The Strange Mr. Gregory                  | окружной прокурор                                         |
| 1945 | ф | Её счастливая ночь                            | Her Lucky Night                          | Лоусон                                                    |
| 1945 | ф | Красный дракон                                | The Red Dragon                           | Альфред Уайанс                                            |
| 1945 | ф | Страшная история                              | Scared Stiff                             | профессор Виснер                                          |
| 1945 | ф | Почему девушки убегают из дома                | Why Girls Leave Home                     | Ед Блейк                                                  |
| 1945 | ф | Приходящая жена                               | Guest Wife                               | Гарри, бармен (в титрах не указан)                        |
| 1945 | ф | Оставьте это Блонди                           | Leave It to Blondie                      | Гилмор, дворецкий (в титрах не указан)                    |
| 1945 | ф | Свыше 21                                      | Over 21                                  | Эд Кеннеди (в титрах не указан)                           |
| 1945 | ф | Патрик Великий                                | Patrick the Great                        | Генри Эймс (в титрах не указан)                           |
| 1945 | ф | Медовый месяц втроем                          | Thrill of a Romance                      | Остин Веммеринг (в титрах не указан)                      |
| 1945 | ф | Ты пришёл с нами                              | You Came Along                           | агент по недвижимости (в титрах не указан)                |
| 1946 | ф | Золото дурака                                 | Fool's Gold                              | профессор Диксон                                          |
| 1946 | ф | Провода под напряжением                       | Live Wires                               | мистер Бартон                                             |
| 1946 | ф | Радуга над Техасом                            | Rainbow Over Texas                       | Вустер Джей Дэлримпл                                      |
| 1946 | ф | Тень возвращается                             | The Shadow Returns                       | Чарльз Фробей                                             |
| 1946 | ф | Джентльмен Джо Палука                         | Gentleman Joe Palooka                    | Харрингтон (в титрах не указан)                           |
| 1946 | ф | Святой Гудлум                                 | The Hoodlum Saint                        | доктор, лечащий О’Нила (в титрах не указан)               |
| 1946 | ф | Ночной редактор                               | Night Editor                             | Макс (в титрах не указан)                                 |
| 1947 | ф | Начало или конец                              | The Beginning or the End                 | доктор Рэнд                                               |
| 1947 | ф | Страх в ночи                                  | Fear in the Night                        | Льюис Белнэп, он же Гарри Бёрд                            |
| 1947 | ф | Охотники за новостями                         | News Hounds                              | Мэк Снайд                                                 |
| 1947 | ф | Мой брат разговаривает с лошадьми             | My Brother Talks to Horses               | владелец Честната (в титрах не указан)                    |
| 1947 | ф | Двойная жизнь                                 | A Double Life                            | двойная жизнь (в титрах не указан)                        |
| 1947 | ф | Фоксы из Харроу                               | The Foxes of Harrow                      | аукционист (в титрах не указан)                           |
| 1947 | ф | Романы ее мужа                                | Her Husband's Affairs                    | менеджер круизного лайнера (в титрах не указан)           |
| 1947 | ф | Интересно, кто целует её сейчас               | I Wonder Who's Kissing Her Now           | мистер Курлингер (в титрах не указан)                     |
| 1947 | ф | Дело Миллерсона                               | The Millerson Case                       | Литтлтон (в титрах не указан)                             |
| 1947 | ф | Дочь Милли                                    | Millie's Daughter                        | Генри Харрис (в титрах не указан)                         |
| 1947 | ф | Спорт королей                                 | Sport of Kings                           | доктор Крейг (в титрах не указан)                         |
| 1947 | ф | Мэйзи под прикрытием                          | Undercover Maisie                        | Эд Харрис (в титрах не указан)                            |
| 1948 | ф | Аллея ангелов                                 | Angels' Alley                            | прокурор Феликс Кроу                                      |
| 1948 | ф | Чёрный орёл                                   | Black Eagle                              | генерал                                                   |
| 1948 | ф | Из шторма                                     | Out of the Storm                         | Холбрук                                                   |
| 1948 | ф | Инцидент                                      | Incident                                 | Ринзел                                                    |
| 1948 | ф | Я сдаюсь, дорогая                             | I Surrender Dear                         | Расс Нельсон                                              |
| 1948 | ф | Невеста приходит в бешенство                  | The Bride Goes Wild                      | репортёр (в титрах не указан)                             |
| 1948 | ф | Джентльмен из ниоткуда                        | The Gentleman from Nowhere               | маршал (в титрах не указан)                               |
| 1948 | ф | Возвращение Свистуна                          | The Return of the Whistler               | Харт (в титрах не указан)                                 |
| 1948 | ф | Странная миссис Крейн                         | The Strange Mrs. Crane                   | судья Бенсон (в титрах не указан)                         |
| 1948 | ф | Когда моя крошка улыбается мне                | When My Baby Smiles at Me                | Сэм Харрис (в титрах не указан)                           |
| 1949 | ф | Приграничный следователь                      | Frontier Investigator                    | Эрскин Даблдэй                                            |
| 1949 | ф | Генри, творец дождя                           | Henry, the Rainmaker                     | Сетон                                                     |
| 1949 | ф | Проход Сусанны                                | Susanna Pass                             | Мартин Мастерс, редактор газеты                           |
| 1949 | ф | Девушка в моём сердце                         | There's a Girl in My Heart               | капитан Блейк                                             |
| 1949 | ф | Серп или крест                                | The Sickle or the Cross                  | доктор Соумс                                              |
| 1949 | ф | Дневник Криминального доктора                 | The Crime Doctor's Diary                 | полицейский патологоанатом (в титрах не указан)           |
| 1949 | ф | Все занимаются этим                           | Everybody Does It                        | менеджер в гостинице (в титрах не указан)                 |
| 1949 | ф | Следуй за мной тихо                           | Follow Me Quietly                        | коронер (в титрах не указан)                              |
| 1949 | ф | Джолсон снова поет                            | Jolson Sings Again                       | Чарли (в титрах не указан)                                |
| 1949 | ф | Ты — все моё                                  | You're My Everything                     | архитектор (в титрах не указан)                           |
| 1949 | ф | Мэри Райан, детектив                          | Mary Ryan, Detective                     | ювелир Манселл (в титрах не указан)                       |
| 1949 | с | Одинокий рейнджер                             | The Lone Ranger                          | Сим Стёрджис (1 эпизод)                                   |
| 1950 | ф | Холмы Оклахомы                                | Hills of Oklahoma                        | Чарльз Стивенс                                            |
| 1950 | ф | Мэри Райан, детектив                          | Mary Ryan, Detective                     | ювелир Манселл (в титрах не указан)                       |
| 1950 | ф | Блондинка-динамит                             | Blonde Dynamite                          | адвокат (в титрах не указан)                              |
| 1950 | ф | Герой Блонди                                  | Blondie's Hero                           | мистер Джей Коллинс (в титрах не указан)                  |
| 1950 | ф | Отец делает добро                             | Father Makes Good                        | Сетон (в титрах не указан)                                |
| 1950 | ф | Человек с хорошим юмором                      | The Good Humor Man                       | Лейвери (в титрах не указан)                              |
| 1950 | ф | Её собственная жизнь                          | A Life of Her Own                        | торговец носками (в титрах не указан)                     |
| 1950 | ф | Пожалуйста, верь мне                          | Please Believe Me                        | игрок за рулеточным столом (в титрах не указан)           |
| 1950 | ф | Любимец Нового Орлеана                        | The Toast of New Orleans                 | член совета оперы (в титрах не указан)                    |
| 1953 | с | Твоя любимая история                          | Your Favorite Story                      | (1 эпизод)                                                |
| 1954 | с | Видео-театр «Люкс»                            | Lux Video Theatre                        | (1 эпизод)                                                |
| 1954 | ф | Атомный ребенок                               | The Atomic Kid                           | мистер Рейнольдс                                          |
| 1956 | ф | Когда преступность наносит удар               | When Gangland Strikes                    | судья Джордж Уолтерс                                      |
| 1958 | с | Шоу Гейл Сторм                                | The Gale Storm Show: Oh! Susanna         | мистер Бенедикт (1 эпизод)                                |
| 1958 | с | Как выйти замуж за миллионера                 | How to Marry a Millionaire               | мистер Бэннистер (1 эпизод)                               |